# Grand Prix de Wallonie 2007
Il Grand Prix de Wallonie 2007, quarantottesima edizione della corsa, valido come evento dell'UCI Europe Tour 2007 categoria 1.1, si svolse il 19 settembre 2007 per un percorso di 203,2 km. Fu vinto dal belga Bert De Waele, che giunse al traguardo in 5h 11' 50" alla media di 39,098 km/h.
Furono 136 i ciclisti, dei 196 alla partenza, che portarono a termine la competizione.

## Ordine d'arrivo (Top 10)
| Pos. | Corridore              | Squadra         | Tempo    |
| ---- | ---------------------- | --------------- | -------- |
| 1    | Bert De Waele          | Landbouwkrediet | 5h11'50" |
| 2    | Cédric Vasseur         | Quick Step      | s.t.     |
| 3    | Thor Hushovd           | Crédit Agricole | a 2"     |
| 4    | Giovanni Visconti      | Quick Step      | s.t.     |
| 5    | José Enrique Gutiérrez | LPR             | s.t.     |
| 6    | Pieter Mertens         | Predictor       | s.t.     |
| 7    | Kevyn Ista             | Pôle Wallon     | s.t.     |
| 8    | Jelle Vanendert        | Ch. Jacques     | s.t.     |
| 9    | Nico Sijmens           | Landbouwkrediet | s.t.     |
| 10   | Björn Leukemans        | Predictor       | s.t.     |